# 中郷温水池
中郷温水池（なかざとおんすいち）は、静岡県三島市富田町にあるため池である。2010年（平成22年）3月25日に農林水産省のため池百選に選定された。

## 概要
三島駅前にある国の天然記念物、および名勝に指定されている楽寿園内の富士山の湧水池である小浜池を水源とし、室町時代の地域の豪族であった寺尾源兵衛が、三島市内11カ村を灌漑するため、源兵衛川（後述）を掘削した。
中郷温水池は1953年（昭和28年）に建設。源兵衛川の終点部に設けられ、温めた湧水を下流13集落、216ヘクタールの農業用水として供給する。1990年（平成2年）度以降、農林水産省の水環境整備事業により、源兵衛川の水辺再生事業の一環として多自然型工法を導入。コンクリート製であった護岸は自然豊かなものへと改変され、散策路や緑地帯が配置された。

## 源兵衛川

### 概要

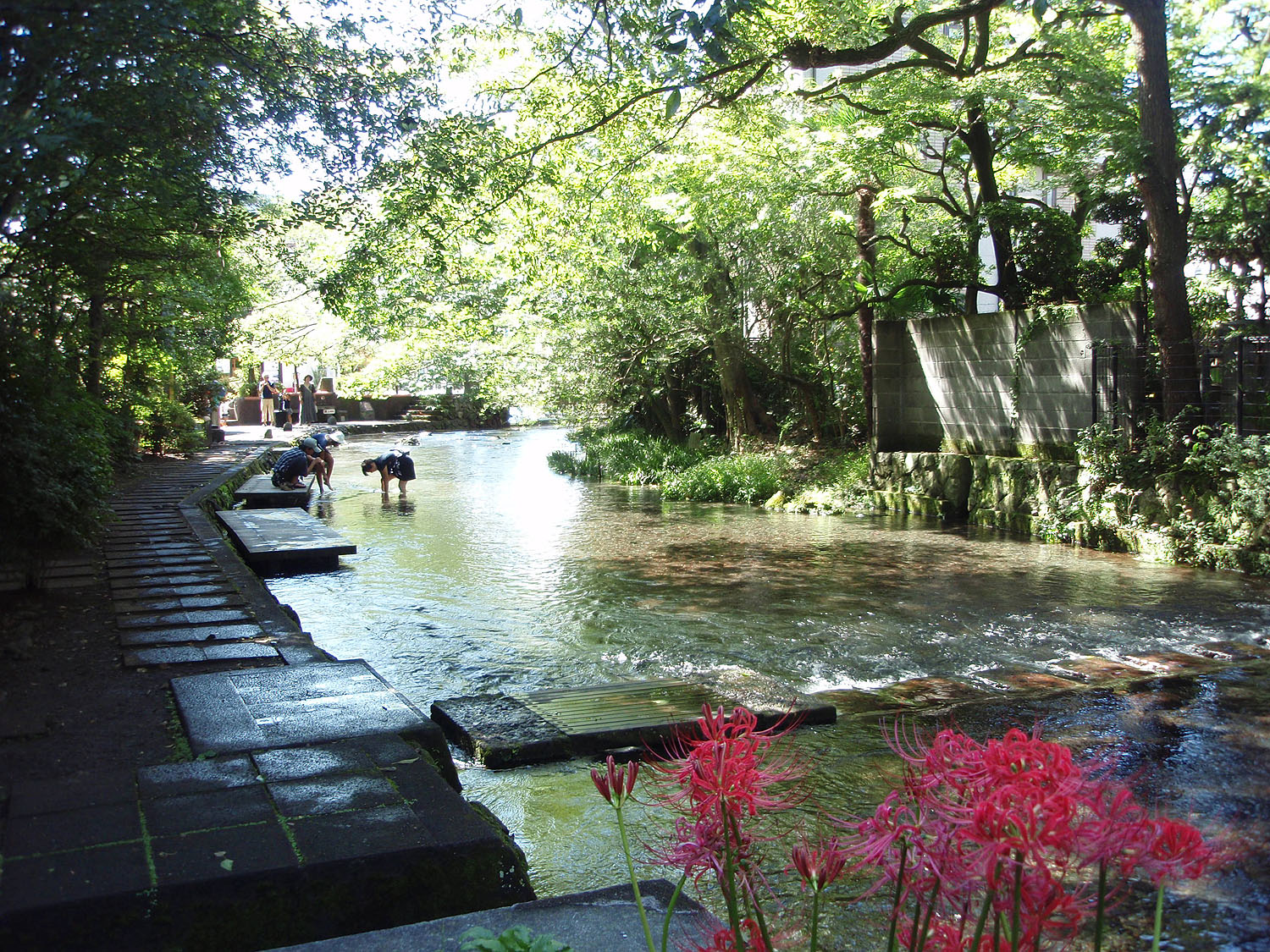
源兵衛川の上流

源兵衛川は、全長1.5キロメートルの農業用水路を起源とした蓮沼川と同じ楽寿園内小浜池を水源とし中郷温水池に注ぐ一級河川狩野川水系の河川である。
源兵衛川の名前の由来は、寺尾源兵衛というこの地で水田に引く用水路を計画した人物の名前とされている。楽寿園内の小浜池から広瀬橋（三島市泉町1-49）までを広瀬川と呼ばれることもある。自然地形でできた一般的な川と違い、農業用水路は人為的に開削されたものが多い。源兵衛川も、奈良時代に掘削された農業用水路である。ランドスケープの視点で川を捉えると、本来の機能でなく自然生態系の軸、憩いや遊びとして活用を図ることが求められる。
源兵衛川が流れる静岡県三島市は古くより「水の都」と呼ばれ、市内各所で富士の湧水が噴出して素晴らしい水辺環境を有していた。
土木学会デザイン賞2004最優秀賞受賞。

### 歴史

#### 農業用水路時代
付近の住民の農業用水路として、整備・開拓され、湧水で農業用に利用するには温度が低く水温を上げる為温水溜池として中郷温水池が作られた。生活にも利用され、川岸の家庭では川端を作りブリキの船に食物を入れ、冷蔵庫がわりに利用していた。

#### 都市工業化により水辺環境が悪化した時代
源兵衛川では、かつて洗濯や小供の水として、またブリキの舟に野菜を入れて川で冷やすなど、人々の生活で密着した水として活用されていた。1960年ごろより、企業による揚水などにより水量が減少した。生活排水の流入により川の汚染され水辺環境の悪化が進んだ。

#### 環境改善の時代
上流地域の産業活動の活発化等で、地下水の減少や湧水の減少に供ない雑排水のタレ流しや空き缶やゴミの不法投棄も増え、水質は悪化し、豊かな水の文化も衰退し、川は市民から遠い存在になっていた。
原風景を取り戻すため、市民が中心となり、行政・NPO・企業とが手を組み、改善の活動が始まった。
平成2年「水の都三島」を復活させるべく、源兵衛川水環境設備事業が始まった。事業で街全体を調査する中で、引き継がれている盆行事や浜降り等の風習、橋や川端に残るかたちに川と人の密な関わりを発見し、この川の再生の糸口をつかみ、フィールドワーク、自然環境調査、流域住民へのアンケートから、計画の基本となる三つの原則を立て設計が進められた。①場の特性を読み川と人の新たなかかわりをかたちとして提示②場に則して保全、復元、改修、創造等柔軟な対応③古くからの地域景観を構成する地場の溶岩を多様な使い方で汎用性をもたせている。
事業区間は、三島駅前にある富士の湧水が湧出する楽寿園小浜池を起点に、市街地のあるほぼ中央から南下して温水池に至る延長1.5kmである。川沿 の顔は、商業地から住宅地をぬけ、水田地帯へと様々にしている。

#### 現在
源兵衛川水環境設備事業は7年間で終了したが、現在も「町中がせせらぎ事業」に引き継がれ、市民、企業、行政、活動団体をまきこみ、市内の川の再生やまちづくり活動は都市景観大賞、手づくり郷土賞受賞等で活発な人づくりの輪が広がっている。
2008年（平成20年）6月に環境省が選定した平成の名水百選および2006年（平成18年）2月3日に農林水産省により疏水百選に選定された。2012年（平成24年）9月24日、 伊豆半島ジオパークのジオサイトとして認定された。2016年（平成28年）、国際かんがい排水委員会のかんがい施設遺産に登録。

### 施設

#### 橋
源兵衛川には12の橋が架かっている。
1. いずみ橋：芝本町9-14 北
2. 芝橋：芝本町10-15 西
3. 広瀬橋：泉町1-49 前：
4. 源兵衛橋（源平白旗橋）：広小路町1-41 付近
5. 時の鐘橋：緑町1-1 前
6. 源兵衛橋：緑町17-1 前
7. 下源兵衛橋：南本町4-31 付近
8. 川蝉橋：南本町10-28 北
9. 温水橋：南本町13-30 南
10. 君ヶ沢橋：南本町2-13 前
11. 温泉池橋：富田町4 (国道1号線)
12. よしず橋：富田町14-33 西

### 生態系
- ミシマバイカモ（三島梅花藻）[10]

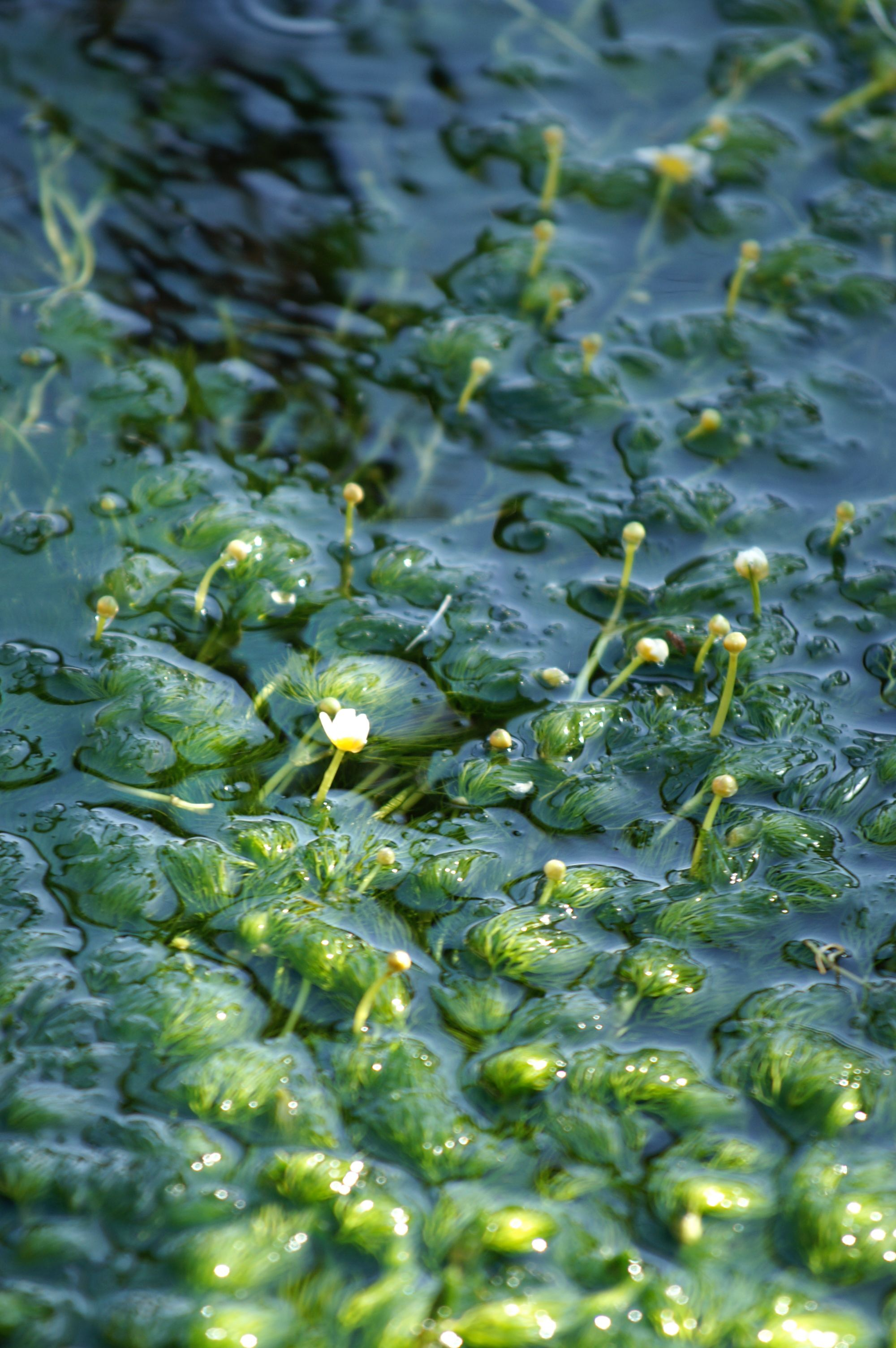
ミシマバイカモ

- ヤナギモ[10]
- セリ[10]
- セキショウ[10]

## 自然・保護活動

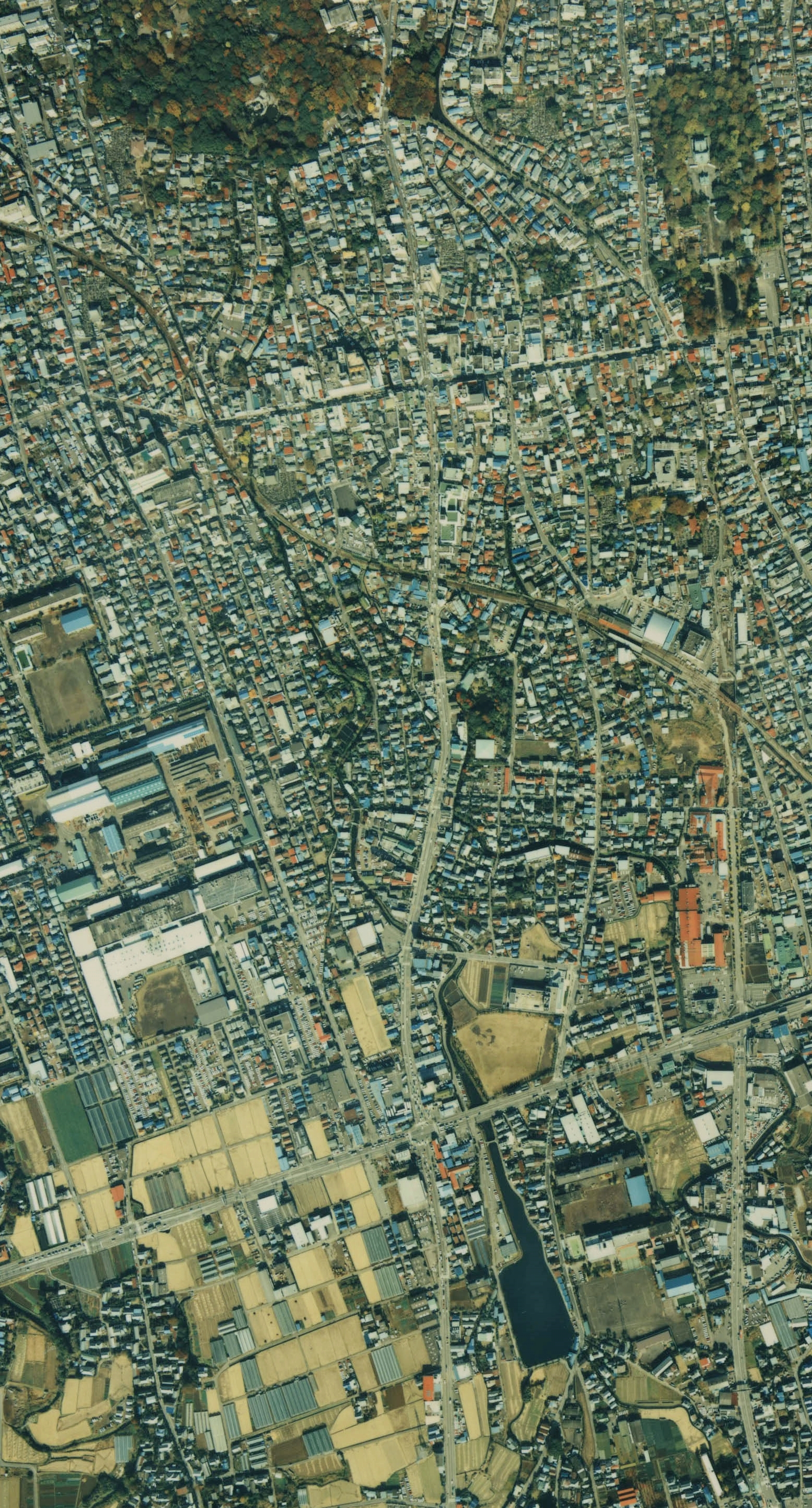
中郷温水池周辺の空中写真。
画像右下方の池が中郷温水池。池へ注ぐ河川を遡った画像左上方の樹木の茂る一帯が楽寿園。画像右上方は三嶋大社。1988年撮影。
。

ため池南岸からは水面に逆さ富士が映る。2006年（平成18年）には、三島市を代表する景観として静岡県景観賞最優秀賞を受賞した。
三島市とNPO法人グラウンドワーク三島が共同し、市民とともに様々な保全活動を行っており、源兵衛川とともに自然植生が再生していき、鳥類のために造られた中州2箇所がメダカやトウヨシノボリ、ホトケドジョウ、ミナミヌマエビ等の多種多様な動植物の生息場所となり、現在では延べ100種類以上にも及ぶ、多種多様な動植物の生息場所になっている。

## アクセス

### 道路
- 国道136号

### 公共交通機関
- 三島駅下車
- 伊豆箱根鉄道駿豆線三島田町駅下車